# Barbara Spencer
Barbara Judith Spencer geb. Swan (* 1945 in Melbourne, Australien) ist eine australisch-kanadische Wirtschaftswissenschaftlerin und Hochschullehrerin.

## Werdegang, Forschung und Lehre
Spencer studierte ab 1963 an der Australian National University, die sie drei Jahre später als Bachelor of Economics in Richtung Monash University verließ. Dort graduierte sie 1969 als Master of Economics und war zwischen 1970 und 1974 als Lecturer, anschließend bis 1978 als Assistant Professor an der University of Manitoba tätig, wobei sie 1976 im Rahmen des Tenure-Track-Verfahrens festangestellt wurde. Im selben Jahre begann sie ihr Ph.D.-Studium bei Edward C. Prescott, Thomas Romer und Finn E. Kydland an der Carnegie Mellon University, das sie im Dezember 1978 abschloss. 
Ab 1978 war Spencer Associate Professor an der University of Manitoba, 1980 ging sie ans Boston College. 1985 wechselte er die University of British Columbia, an der sie 1988 zum ordentlichen Professor berufen wurde und den Asia-Pacific-Lehrstuhl für Handelspolitik übernahm. 
Spencers wissenschaftliches Interesse liegt in den Bereichen des internationalen Handel und der internationalen Handelspolitik sowie der Industrial Organization. Gemeinsam mit James Brander entwickelte sie in den 1980er Jahren das sogenannte Brander–Spencer-Modell. Mit ihrem Ansatz zeigte das Autorenduo, inwiefern – entgegen den seinerzeit gängigen Modellen – unter gewissen Rahmenbedingungen staatliches Eingreifen zum Schutz von Unternehmern die Gesamtwohlfahrt steigert.
Zwischen 2004 und 2005 war Spencer Präsidentin der Canadian Economics Association.
Für ihren Artikel „Tariffs and the Extraction of Foreign Monopoly Rents Under Potential Entry“ erhielt sie 1981 gemeinsam mit Brander den Harry-Johnson-Preis der Gesellschaft.